# أندي يونغ
أندي يونغ (بالإنجليزية: Andy Young)‏ (21 يونيو 1925 في المملكة المتحدة - 27 أكتوبر 2008) هو لاعب كرة قدم بريطاني (وحمل سابقاً جنسية المملكة المتحدة لبريطانيا العظمى وأيرلندا) في مركز نصف الجناح. لعب مع ريث روفرز ونادي سلتيك.